# ウィリアム・ロジャーズ (イギリスの政治家)
ウィリアム・トマス・ロジャーズ（William Thomas Rodgers、1928年10月28日 - ）、爵位名クォーリー・バンクのロジャーズ男爵（Baron Rodgers of Quarry Bank）は、イギリスの政治家、枢密院議員。英語での正式な呼称は、The Right Honourable the Lord Rodgers of Quarry Bank, PC となる。通常はウィリアム・ロジャーズ、ないしビル・ロジャーズ(Bill Rodgers)として知られ、労働党から社会民主党(SDP)が分離した際の中心となった、いわゆる「ギャング・オブ・フォー (4人組)」のひとり。その後は、社会民主党と自由党の合流による自由民主党の結成に参加し、貴族院における同党の指揮者となった。

## 初期の経歴
ロジャーズは、リバプールのクォーリー・バンク高校（Quarry Bank High School、現在の Calderstones School)と、オックスフォード大学モードリン・カレッジに学んだ。1953年から1960年までフェビアン協会の総書記を務め、1958年から1962年までロンドンの当時のセント・メリルボーン区(Metropolitan Borough of St. Marylebone)の区議会議員を務めた。1957年には、ブリストル・ウェスト選挙区の補欠選挙にも出馬した(Bristol West by-election, 1957)。

## 国会議員として
ロジャーズは、1962年の補欠選挙で庶民院議員に初当選し、以降、ハロルド・ウィルソンとジェームズ・キャラハンが率いた労働党政権下で与党議員として働き、1976年にはキャラハン内閣の運輸大臣として内閣の一員となった。ロジャーズは、当時の労働党の内部では、右派のきわめて有力な組織者として知られ、多角的核軍縮やイギリスのEECへの加盟問題に取り組んでいた。ロジャーズは、労働党が大敗した1979年の総選挙(United Kingdom general election, 1979)まで議席を維持した。落選後の1979年から1981年には、影の内閣の国防大臣であった。

### ギャング・オブ・フォー
野党となった労働党が徐々に左傾化していく中で、ロジャーズは、シャーリー・ウィリアムズ、ロイ・ジェンキンス、デイヴィッド・オーウェンとともに、社会民主党(SDP)を1981年に結成する。ロジャーズは総選挙の際に自由党との選挙協力交渉の中心となり、しばしば交渉の困難な状況を公にしたため、SDP-自由同盟(SDP–Liberal Alliance)への世論の支持が低下していく原因を作ったとして非難された。しかし他方では、最終的に1983年の総選挙で自由党と社会民主党の候補が競うことになった選挙区は3選挙区だけとなり、この意味ではロジャーズの戦術は功を奏したといえる。
1983年の総選挙 (United Kingdom general election, 1983) でSDP-自由同盟は多くの得票を集めたが、議席は僅かしか得られず、ロジャーズもストックトン・ノース選挙区の議席を失った（この選挙区は1983年の線引きの見直し以前はストックトン＝オン＝ティーズ選挙区であった）。その後しばらくロジャーズは議会外に留まり、1987年にはミルトン・キーンズ選挙区に社会民主党から立候補したが、当選はならなかった。その後、ロジャーズは社会民主党内で「Yes to Unity（統一にイエス）」という運動を展開し、自由党との統一を主導した。両党の合流は1988年1月に成立し、自由民主党が誕生した。

### 貴族院
1992年になって、ロジャーズは、カムデン・ロンドン特別区のケンティッシュ・タウン (Kentish Town) の「クォーリー・バンク男爵」として授爵されて一代貴族となり、貴族院議員として議会に返り咲いた。議会から離れていた時期のロジャーズは、王立建築家協会の会長や、広告基準協議会の議長を務めていた。
1994年には、自由民主党の貴族院における内政問題担当スポークスマンとなり、1997年から2001年までは同党の貴族院代表となった。ロジャーズの自伝は、『Fourth Among Equal（対等な4人のうちの4番目）』という題であったが、これは社会民主党を創設した中心メンバーたちの中で、ロジャーズが最も目立たない存在であったことを表したものである。